# Peter Cushing
Peter Cushing (født 26. maj 1913, død 11. august 1994) var en engelsk skuespiller med kultiveret fremtoning, skarp profil og en stålsat vilje hvad enten i rollen som helt eller uhyre.
Han er bedst kendt for sine roller som monstermageren Baron Frankenstein og vampyrjægeren Van Helsing i en række horrorfilm fra det engelske selskab Hammer Films. Ofte spillede Cushing over for Christopher Lee, som han var nær ven med til sin død.
Blandt Peter Cushings store roller må også fremhæves Grand Moff Tarkin i Star Wars Episode IV: A New Hope (1977), samt en ualmindeligt skarp fortolkning af Sherlock Holmes, som hans spillede både på tv og i Terence Fishers Hammer-film Baskervilles hund (originaltitel The Hound of the Baskervilles (1959).

## Filmografi i udvalg
- Dracula (1958)
- Baskervilles hund (1959)
- Vampyren jager hotpants (1972)
- Satan er løs (1973)
- Stjernekrigen (1977)